# Kónya Sándor (költő)

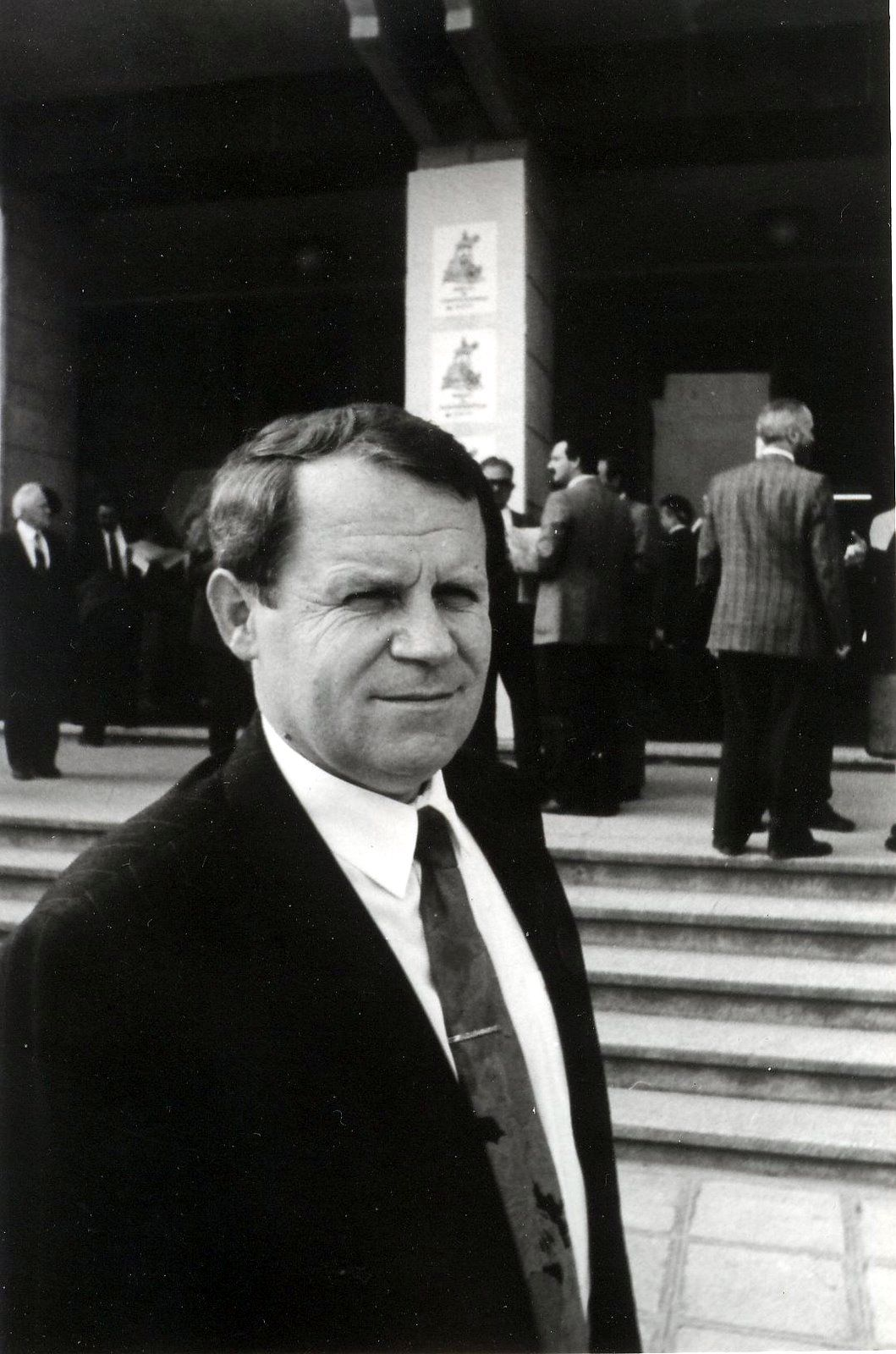
RMDSZ-képviselőként (Csomafáy Ferenc felvétele)

Kónya-Hamar Sándor (Székelykocsárd, 1948. szeptember 5. –) költő, közíró, szerkesztő, politikus.

## Életútja
A középiskolát Nagyenyeden a Bethlen Gábor Kollégiumban végezte (1966), pályáját a kolozsvári Kutató és Tervező Intézet gépgyártási osztályán kezdte (1970–1989), diplomát szerzett a Babeș–Bolyai Tudományegyetem filozófiai karán (1980), 1990-től a Korunk belső munkatársa; az 1992. szeptember 27-i választások óta az RMDSZ országgyűlési képviselője volt 2008-ig, 2007–2009 között európai parlamenti képviselő.

## Munkássága
Verseivel a Brassói Lapokban jelentkezett (1970), szerepelt a fiatal költők Varázslataink (Kolozsvár, 1974), Bábel tornyán (1980) című antológiáiban. Írásait az Ifjúmunkás, Echinox, Igaz Szó, 1989 után a Helikon, Látó, Magyarországon a Kortárs, Új Írás, Élet és Irodalom, Délsziget közölte. A Korunk rovatvezetőjeként szerkesztette a lap cigány-számát (1990/7) Európa helótái?! című vezércikkével, beszélgetésével Szőke László református lelkésszel az első romániai cigány nyelvű bibliáról (Ahaj Devla! Aven amenca?) s három cigány költő verseinek fordításával. Kalapács és tulipán című kisesszéjében üdvözölte az RMDSZ keretében létesülő Ipari Dolgozók Szakbizottságát (Korunk, 1991/3) s leszögezte: "...ha a jelenlegi történelmi helyzetben Európában újra szégyen-méretű nemzetiségi politika készül, a munkásságnak a megmaradás és túlélés ösztönéből fakadó szerveződési formakeresése jogos."

### Kötetei
- Varázslataink (antológia), Bukarest, 1974
- Bábel tornya (antológia), Kolozsvár, 1982
- Útközben (politikai tanulmányok), Csíkszereda, 1999
- Kulcsok Kolozsvárhoz, Kolozsvár, 2000
- 111 vers Kolozsvárról, Kolozsvár, 2005
- 123 vers Nagyenyedről, 2008
- My '56, Brüsszel, 2006
- Fehér könyv az erdélyi felsőoktatás kálváriájáról, 2009

## Társasági tagság
- Korunk Baráti Társaság elnöke
- Erdélyi Magyar Közművelődési Egyesület (EMKE) tag
- Erdélyi Múzeum-Egyesület (EME) tag
- Kelemen Lajos Műemlékvédő Társaság tagja

## Díjai, elismerései
- Báthory-díj (2007)[1]